# Die Lerche (Lied)

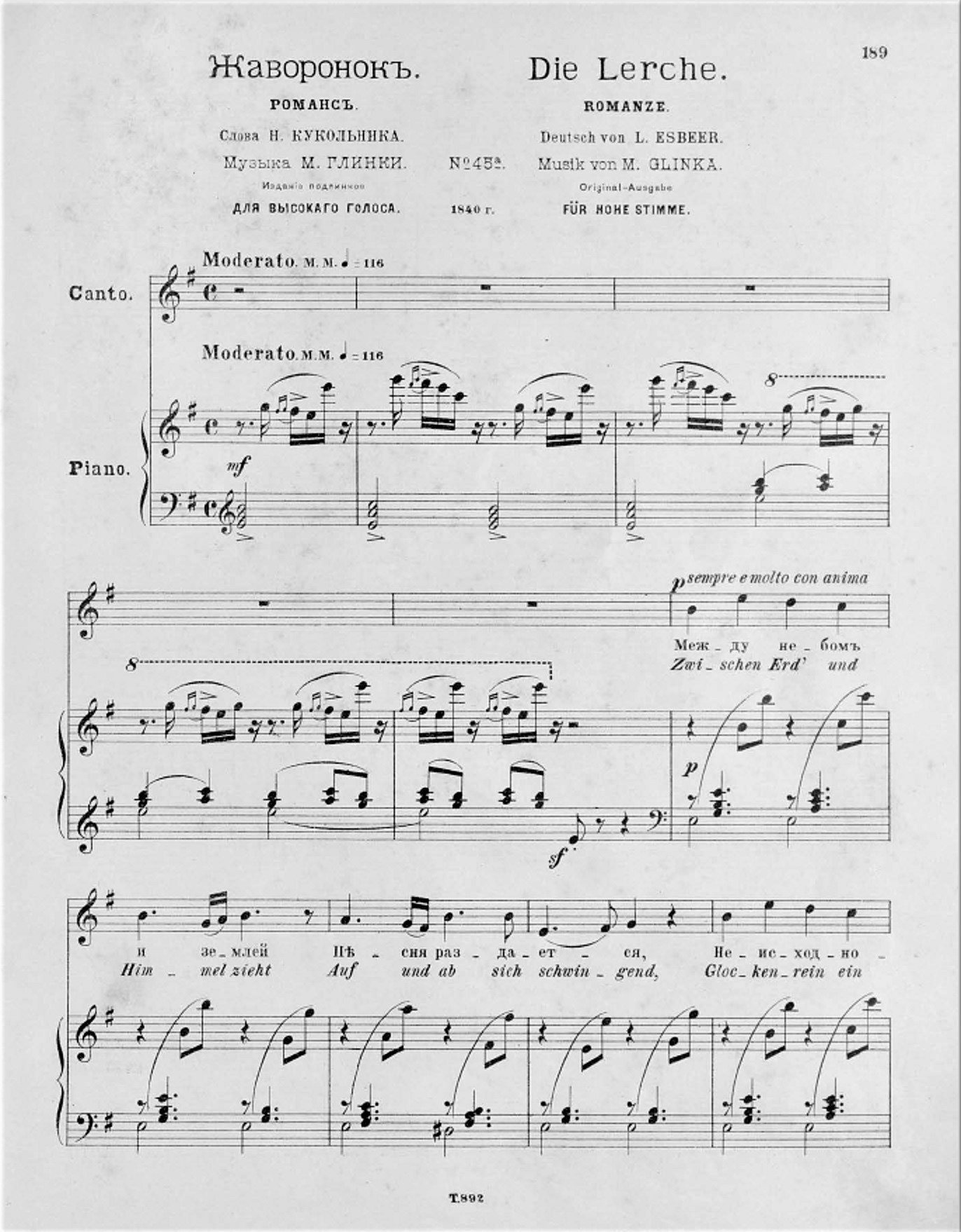
Die Lerche, zweisprachig

Die Lerche (russisch Жаворонок, Schaworonok, englisch The Lark oder The Skylark, französisch L’Alouette) ist ein russisches Musikstück aus der Zeit der Romantik. Das Stück wurde 1840 von Michail Glinka (1804–1857) als zehnte von zwölf Romanzen des Zyklus Abschied von St. Petersburg für Stimme und Klavier geschrieben. Der Text stammt von Nestor Kukolnik (1809–1868), der viele Kompositionen Glinkas betextete. Bekannt wurde das Werk vor allem durch die Transkription von Mili Balakirew (1837–1910), die dieser 1864 präsentierte. Das Lied wurde unter anderem von Galina Wischnewskaja (1926–2012) und Galina Gortschakowa (* 1962) im Sopran gesungen.

## Text
| Russisch | Transkription | Übersetzung |
| --- | --- | --- |
| Между небом и землёй песня раздаётся, Неисходною струёй громче, громче лётся. Не видать певца полей, где поёт так громко Над подруженькой своей жаворонок звонкий.  | Meschdu nebom i semljoi pesnja rasdajotsja, Neischodnoju strujoi gromtsche gromtsche ljotsja. Ne widat pewza polei gde pojot tak gromko Nad podruschenkoi swojei schaworonok swonki. | Zwischen dem Himmel und der Erde wird ein Lied gehört, ein unendlicher Strom von Lauten strömt lauter, lauter hervor. Unsichtbar ist die Sängerin im Feld, wo so laut singt über ihrem Freund die klangvolle Lerche. |
| Ветер песенку несёт, а кому, не знает. Та комы, она поймёт, от ково, узнает! Лейця, песенка моя песнь надежды сладкой Кто-то вспомнит про меня и вздохнёт украдкой. | Weter pessenku nessjot, a komu, ne snajet. Ta komy, ona poimjot, ot kowo, usnajet! Leizja, pessenka moja pesn nadeschdy sladkoi Kto-to wspomnit pro menja i wsdochnjot ukradkoi.     | Der Wind trägt das Lied, zu wem, weiß er nicht. Die, der es gesungen wird, wird wissen, woher es kommt! Erklinge, mein Lied süßer Hoffnung Jemand denkt an mich und seufzt heimlich.                                 |

Quelle: